# Awgu
Awgu è una delle diciassette aree a governo locale (local government areas) in cui è suddiviso lo Stato di Enugu, nella Repubblica Federale della Nigeria.
Conta una popolazione di 390.681 abitanti.